# Marjolein Moorman
Marjolein Moorman (Wassenaar, 1 maart 1974) is een Nederlands communicatiewetenschapster, politica en bestuurster. Ze is lid van de PvdA. Sinds 30 mei 2018 is ze wethouder van Amsterdam.

## Loopbaan

### Wetenschappelijke loopbaan
Moorman ging tot 1993 naar het vwo aan het Rijnlands Lyceum Wassenaar, studeerde tot 1997 communicatiewetenschap aan de Universiteit van Amsterdam en promoveerde op 3 oktober 2003 op haar proefschrift Context considered : the relationship between media environments and advertising effects. Haar promotor was P.C. Neijens. Van 1990 tot 1996 was zij werkzaam als onderzoeksassistent bij het Instituut Medische Statistiek in Den Haag.
Vanaf 1997 bekleedde Moorman diverse functies bij de Amsterdam School of Communications Research, van 1997 tot 2003 als promovendus, van 2001 tot 2009 als universitair docent, van 2009 tot 2011 als universitair hoofddocent persuasieve communicatie en van 2011 tot 2018 als universitair hoofddocent politieke communicatie. Van 2010 tot 2018 was zij ook voorzitter van de examencommissie van de afdeling Communicatiewetenschap.
Daarnaast was Moorman vanaf 2004 werkzaam bij communicatieadvies- en reclamebureau Kobalt in Amstelveen, van 2004 tot 2005 als research manager en van 2005 tot 2006 als research consultant. Van 2006 tot 2010 was zij directeur van Stichting Wetenschappelijk Onderzoek Commerciële Communicatie (SWOCC).

### Politieke loopbaan
Moorman was van 2010 tot 2018 gemeenteraadslid van Amsterdam. Hierin was zij vanaf 2010 lid van het fractiebestuur van de PvdA, van 2011 tot 2012 als vicevoorzitter en van 2012 tot 2018 als fractievoorzitter. Daarnaast was zij woordvoerder van onder andere Onderwijs, Lokale media, Algemene zaken, Veiligheid en Openbare orde, Prostitutie, Vluchtelingen, Wonen en Ruimtelijke ordening en van 2010 tot 2012 lid van de regioraad van de Stadsregio Amsterdam.
In mei 2018 werd Moorman er wethouder van onderwijs, volwasseneneducatie, laaggeletterdheid & inburgering, voorschool, kinderopvang & naschoolse voorzieningen, armoede & schuldhulpverlening en stadsdeel Zuidoost. In juni 2022 werd ze er wethouder van onderwijs, jeugd(zorg), armoede & schuldhulpverlening, masterplan Zuidoost en coördinatie maatschappelijke voorzieningen. Ze werd er ook eerste locoburgemeester.
In april 2022 pleitte Moorman samen met partijgenoot Frans Timmermans voor verdere samenwerking met GroenLinks. Voor GroenLinks-PvdA was ze lijstduwer voor de regio's Amsterdam, Haarlem, Den Helder voor de Tweede Kamerverkiezingen 2023.

### Nevenfuncties
Moorman werd naast het wethouderschap auteur bij Ambo  | Anthos uitgevers, voorzitter van het curatorium van de Wiardi Beckman Stichting en voorzitter van de raad van toezicht van de Stichting de Schrijverscentrale.  

## Publicaties
- 2022: Rood in Wassenaar, Ambo | Anthos uitgevers, ISBN 9789026357077.

### Bestseller 60
| Boeken met noteringen in de Nederlandse Bestseller 60 | Jaar van verschijnen | Datum van binnenkomst | Hoogste positie | Aantal weken | Opmerkingen |
| ----------------------------------------------------- | -------------------- | --------------------- | --------------- | ------------ | ----------- |
| Rood in Wassenaar                                     | 2022                 | 09-02-2022            | 60              | 1            |             |

## Persoonlijk
Moorman is getrouwd en heeft twee dochters.